# متیو بریتن
متیو بریتن (انگلیسی: Matthew Brittain؛ زادهٔ ۵ مهٔ ۱۹۸۷) قایقران روئینگ اهل آفریقای جنوبی است.
وی در مسابقات کشوری و بین‌المللی در مجموع برندهٔ ۱ مدال طلا شده‌است.